# Hien-Sölde
Die Hien-Sölde ist ein Baudenkmal in Mitterfels im niederbayerischen Landkreis Straubing-Bogen.

## Gebäude
Bei diesem ehemaligen Kleinbauernhaus handelt es sich um einen der ältesten bekannten Blockbauten in Niederbayern. Es lässt sich dem Typ Waldlerhaus zuordnen. Das Erdgeschoss lässt sich dendrochronologisch auf das Jahr 1436 datieren. Im Verlauf der letzten Jahrhunderte erfuhr das Gebäude, ein eingeschossiger verputzter Blockbau mit Kniestock und mittelsteilem Satteldach, einige bauliche Veränderungen.

## Lage und Umgebung
Die Lage an der Burgstrasse in Verbindung mit einigen architektonischen Details lässt vermuten, dass dieses Gebäude auch eine Bedeutung für die Burg hatte.

## Geschichte
Der aktuelle Hausname setzt sich zusammen aus dem Nachnamen eines Vorbesitzers, dem Gastwirt Hien und Sölde für das Anwesen eines Kleinbauern. Nach der Verlegung des Schulstandorts von Kreuzkirchen nach Mitterfels,  wurde die damals leerstehende Hien-Sölde in der Zeit zwischen 1809 und 1831 das erste Schulhaus in Mitterfels.

### Auszeichnungen für die Sanierung
Die Sanierungsarbeiten dauerten drei Jahre und wurden mit der Einweihungsfeierlichkeit am 22. November 2013 offiziell abgeschlossen.
Im Jahr 2014 ging der Denkmalpreis des Bezirks Niederbayern an den  Freundeskreis Historische Hien-Sölde Mitterfels e. V. der damit für die vorbildliche Instandsetzung des ehemaligen Kleinbauernhauses Hien-Sölde in Mitterfels ausgezeichnet wurde. Der mit 7.500 Euro dotierte Preis wurde am 9. Oktober 2014 im Rahmen eines Festaktes überreicht. Der Laudator Dr. Philipp Ortmeier vom Kulturreferat des Bezirks Niederbayern freute sich, dass ein „außergewöhnliches, in seiner Art hier in Niederbayern und darüber hinaus einzigartiges Bauwerk“ erhalten blieb.
Im Jahr 2015 konnte Maria Birkeneder für den Förderverein die Denkmalschutzmedaille des Freistaates Bayern entgegennehmen.

## Nutzung
Die Hien-Sölde wurde als Kleinbauernhaus genutzt. Nach Auflösung des landwirtschaftlichen Anwesens in der zweiten Hälfte des 20. Jahrhunderts, war das Haus noch bis vor wenigen Jahren bewohnt. Nach einer Zeit des Leerstands wurde ein eigens gegründeter Förderverein der jetzige Eigentümer des historischen Gebäudes, der sich zum Ziel gesetzt hat, dieses Baudenkmal zu erhalten. Nach der vollständigen Sanierung des Hauses hat  die Volksmusikstelle für Niederbayern und Oberpfalz des Bayerischen Landesvereins für Heimatpflege seit Juli 2013 ihren Sitz in diesem historisch bedeutsamen Gebäude.